# 聖費利佩 (亞拉奎州)

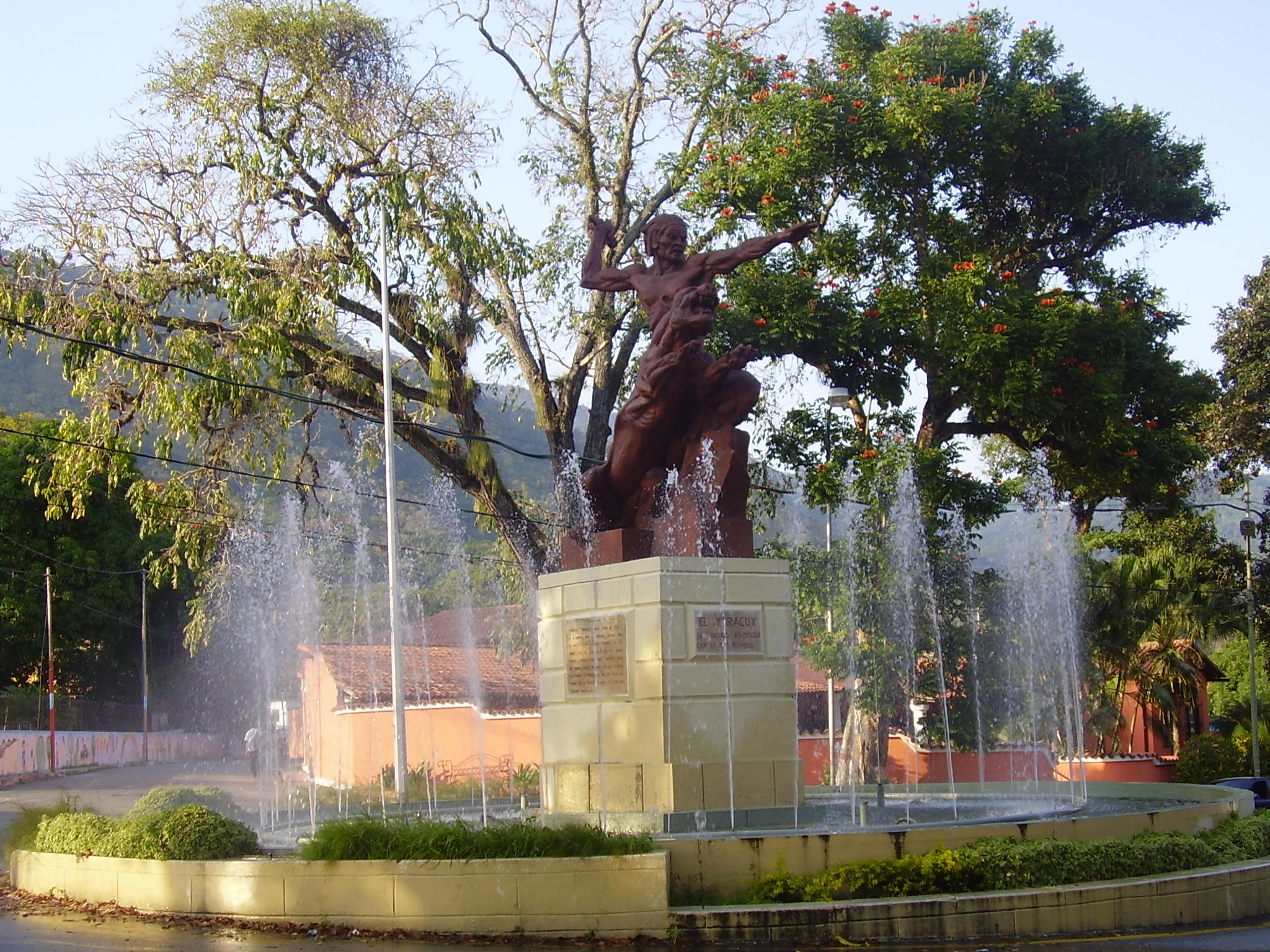

聖費利佩（西班牙語：San Felipe）是委內瑞拉的城市，也是亞拉奎州的首府，位於該國西北部，距離首都卡拉卡斯270公里，始建於1729年，海拔高度250米，2001年人口220,786。